# Physocephala nigrofasciata
Physocephala nigrofasciata är en tvåvingeart som beskrevs av Enrico Adelelmo Brunetti 1912. Physocephala nigrofasciata ingår i släktet Physocephala och familjen stekelflugor. Inga underarter finns listade i Catalogue of Life.